# John Obi Mikel
John Michael Nchekwube Obinna (n. 22 aprilie 1987, Jos, Statul Plateau, Nigeria), cunosct ca Mikel John Obi, John Obi Mikel sau John Mikel Obi, este un fotbalist nigerian care evoluează la clubul chinez Tianjin Teda și la echipa națională de fotbal a Nigeriei.

## Cariera
Obi Mikel s-a născut în orașul Jos, Nigeria. Și-a început cariera la 12 ani fiind selectat de academia de fotbal Pepsi, o echipă care caută tinere talente în Nigeria. A devenit cunoscut la Campionatul FIFA U-19 din 2001 și la Campionatul FIFA sub 23 ani din 2003, după aceste evoluții fiind recrutat la echipa Ajax Cape Town FC. După un an petrecut acolo, s-a transferat la FK Lyn, unde la fel a petrecut un an. Din 2006 evoluează la clubul Chelsea FC în Premier League.

## Goluri internaționale
| # | Data              | Stadion                                  | Adversar | Scor | Rezultat | Competiția                                   |
| - | ----------------- | ---------------------------------------- | -------- | ---- | -------- | -------------------------------------------- |
| 1 | 27 ianuarie 2006  | Port Said Stadium, Port Said, Egipt      | Zimbabwe | 2–0  | 2–0      | CAN 2006                                     |
| 2 | 29 ianuarie 2008  | Sekondi Stadium, Sekondi-Takoradi, Ghana | Benin    | 1–0  | 2–0      | CAN 2008                                     |
| 3 | 13 octombrie 2012 | U. J. Esuene Stadium, Calabar, Nigeria   | Liberia  | 4–0  | 6–1      | Preliminariile Cupei Africii pe Națiuni 2013 |
| 4 | 20 iunie 2013     | Arena Fonte Nova, Salvador, Brazilia     | Uruguay  | 1–1  | 1–2      | Cupa Confederațiilor FIFA 2013               |

## Statistici carieră

### Club
La 25 martie 2014.
| Club          | Sezon         | Campionat | Campionat | FA Cup  | FA Cup | Cupa Ligii | Cupa Ligii | Europa  | Europa | Altele  | Altele | Total   | Total  |
| Club          | Sezon         | Meciuri   | Goluri    | Meciuri | Goluri | Meciuri    | Goluri     | Meciuri | Goluri | Meciuri | Goluri | Meciuri | Goluri |
| ------------- | ------------- | --------- | --------- | ------- | ------ | ---------- | ---------- | ------- | ------ | ------- | ------ | ------- | ------ |
| Lyn           | 2004          | 4         | 0         | 0       | 0      | –          | –          | –       | –      | –       | –      | 4       | 0      |
| Lyn           | 2005          | 2         | 1         | 0       | 0      | –          | –          | –       | –      | –       | –      | 2       | 1      |
| Lyn           | Total         | 6         | 1         | 0       | 0      | –          | –          | –       | –      | –       | –      | 6       | 1      |
| Chelsea       | 2006–07       | 22        | 0         | 6       | 2      | 4          | 0          | 9       | 0      | 1       | 0      | 42      | 2      |
| Chelsea       | 2007–08       | 29        | 0         | 2       | 0      | 3          | 0          | 4       | 0      | 1       | 0      | 39      | 0      |
| Chelsea       | 2008–09       | 34        | 0         | 5       | 0      | 1          | 0          | 9       | 0      | –       | –      | 49      | 0      |
| Chelsea       | 2009–10       | 25        | 0         | 3       | 0      | 2          | 0          | 4       | 0      | 1       | 0      | 35      | 0      |
| Chelsea       | 2010–11       | 28        | 0         | 2       | 0      | 0          | 0          | 6       | 0      | 1       | 0      | 37      | 0      |
| Chelsea       | 2011–12       | 22        | 0         | 5       | 0      | 1          | 0          | 9       | 0      | –       | –      | 37      | 0      |
| Chelsea       | 2012–13       | 22        | 0         | 3       | 0      | 1          | 0          | 9       | 0      | 3       | 0      | 38      | 0      |
| Chelsea       | 2013–14       | 21        | 1         | 2       | 1      | 2          | 0          | 6       | 0      | 1       | 0      | 32      | 2      |
| Chelsea       | Total         | 203       | 1         | 28      | 3      | 14         | 0          | 56      | 0      | 8       | 0      | 309     | 4      |
| Total carieră | Total carieră | 209       | 2         | 28      | 3      | 14         | 0          | 56      | 0      | 8       | 0      | 315     | 5      |

### Internațional
La 20 iunie 2013.
| Nigeria | Nigeria | Nigeria |
| An      | Meciuri | Goluri  |
| ------- | ------- | ------- |
| 2006    | 5       | 1       |
| 2007    | 4       | 0       |
| 2008    | 8       | 1       |
| 2009    | 5       | 0       |
| 2010    | 7       | 0       |
| 2011    | 8       | 0       |
| 2012    | 1       | 1       |
| 2013    | 13      | 1       |
| Total   | 51      | 4       |

## Palmares
Chelsea
- Premier League (1): 2009–10
- FA Cup (4): 2006–07, 2008–09, 2009–10, 2011–12
- League Cup (1): 2006–07
- FA Community Shield (1): 2009
- UEFA Champions League (1): 2011–12
- UEFA Europa League (1): 2012–13

Nigeria
- Cupa Africii pe Națiuni (1): 2013

Individual
- U-20 World Cup Silver football 2005
- African Young Player of the Year: 2005, 2006
- Chelsea Young Player of the Year: 2007, 2008